# Биомеханика
Биомеханика  — раздел естественных наук, изучающий на основе моделей и методов механики механические свойства живых тканей, отдельных органов, или организма в целом, а также происходящие в них механические явления.

## Биомеханика человека — составная часть прикладных наук, которая изучает статику идвижениячеловека
Биомеханические исследования охватывают различные уровни организации живой материи: биологические макромолекулы, клетки, ткани, органы, системы органов, а также целые организмы и их сообщества.
Чаще всего объектом исследования этой науки является движение животных и человека, а также механические явления в тканях, органах и системах.
Под механическим движением понимается движение всей биосистемы в целом, а также движение отдельных частей системы относительно друг друга — деформация системы. 
Все деформации в биосистемах связаны с биологическими процессами, которые играют решающую роль в движениях животных и человека. Это сокращение мышцы, деформация сухожилия, кости, связок, фасций, движения в суставах.
Отдельным направлением биомеханики является биомеханика дыхательного аппарата, его эластичное и неэластичное сопротивление, кинематика (то есть геометрическая характеристика движения) и динамика дыхательных движений, а также другие стороны деятельности дыхательного аппарата в целом и его частей (лёгких, грудной клетки); биомеханика кровообращения изучает упругие свойства сосудов и сердца, гидравлическое сопротивление сосудов току крови, распространение упругих колебаний по сосудистой стенке, движение крови, работу сердца и др.
Биомеханика человека — комплексная наука. Она включает в себя самые разнообразные знания других наук, таких как механика и математика, функциональная анатомия и физиология, возрастная анатомия и физиология, педагогика и теория физической культуры.
Движения частей тела человека представляют собою перемещения в пространстве и времени, которые выполняются во многих суставах одновременно и последовательно. Движения в суставах по своей форме и характеру очень разнообразны, они зависят от действия множества приложенных сил. Все движения закономерно объединены в целостные организованные действия, которыми человек управляет при помощи мышц. Учитывая сложность движений человека, в биомеханике исследуют и механическую, и биологическую их стороны, причём обязательно в тесной взаимосвязи.
Поскольку человек выполняет всегда осмысленные действия, его интересует, как можно достичь цели, насколько хорошо и легко это получается в данных условиях. Для того чтобы результат движения был лучше, и достичь его было бы легче, человек сознательно учитывает и использует условия, в которых осуществляется движение. Кроме того, он учится более совершенно выполнять движения. Биомеханика человека учитывает эти его способности, чем существенно отличается от биомеханики животных.
Таким образом, биомеханика человека изучает, какой способ и какие условия выполнения действий лучше и как овладеть ими.
Общая задача изучения движений состоит в оценке эффективности приложения сил для достижения поставленной цели. 
Всякое изучение движений, в конечном счете, направлено на то, чтобы помочь лучше выполнять их. Прежде, чем приступить к разработке лучших способов действий, необходимо оценить уже существующие. Отсюда вытекает общая задача биомеханики, сводящаяся к оценке эффективности способов выполнения изучаемого движения. Биомеханика исследует, каким образом полученная механическая энергия движения и напряжения может приобрести рабочее применение. Рабочий эффект измеряется тем, как используется затраченная энергия. Для этого определяют, какие силы совершают полезную работу, каковы они по происхождению, когда и где приложены. То же самое должно быть известно о силах, которые производят вредную работу, снижающую эффективность полезных сил. Такое изучение дает возможность сделать выводы о том, как повысить эффективность действия. При решении общей задачи биомеханики возникают многочисленные частные задачи, не только предусматривающие непосредственную оценку эффективности, но и вытекающие из общей задачи и ей подчиненные.
Метод биомеханики — системный анализ и системный синтез движений на основе количественных характеристик, в частности кибернетическое моделирование движений.
Биомеханика, как наука экспериментальная, эмпирическая, опирается на опытное изучение движений. При помощи приборов регистрируются количественные характеристики, например траектории скорости, ускорения и др., позволяющие различать движения, сравнивать их между собой. Рассматривая характеристики, мысленно расчленяют систему движений на составные части — устанавливают её состав. В этом — суть системного анализа.
Система движений как целое — не просто сумма её составляющих частей. Части системы объединены многочисленными взаимосвязями, придающими ей новые, не содержащиеся в её частях качества (системные свойства). Необходимо представлять это объединение, устанавливать способ взаимосвязи частей в системе — её структуру. В этом — суть системного синтеза.
Системный анализ и системный синтез неразрывно связаны друг с другом, они взаимно дополняются в системно-структурном исследовании.
При изучении движений в процессе развития системного анализа и синтеза в последние годы все шире применяется метод кибернетического моделирования — построение управляемых моделей (электронных, математических, физических и др.) движений и моделей тела человека.

### Клиническая биомеханика
Клиническая (медицинская) биомеханика является составной частью медицинских наук: ортопедии, травматологии, протезирования, реабилитологии (лечебной физкультуры), педиатрии, физиологии и мн. других.
Клиническая биомеханика — научное направление, в котором с позиций механики и общей теории управления с помощью специализированных методов исследования изучается двигательная активность человека в норме и патологии.
Основные разделы:
- Биомеханика нормальной и патологической ходьбы.
- Биомеханика скелетной травмы
- Биомеханика крупных суставов.
- Биомеханика позвоночника[2]
- Биомеханика стопы

Изучаемые явления:
- Ходьба человека — филогенетически древняя хорошо автоматизированная и цикличная локомоция. Изучение анализа ходьбы удобно тем, что в её осуществлении участвует весь опорно-двигательный аппарат. Это дает возможность исследовать функцию любых его отделов, включая верхние конечности и позвоночник.
- Основная стойка — положение и движения общего центра массы тела (при стоянии обследуемого на специальной платформе — метод стабилометрии).
- Статические положения. Информация о конечных положениях позволяет оценить взаимоположение сегментов тела и определить амплитуду движений. Например, оценка формы позвоночника производится в трёх плоскостях — фронтальной, сагиттальной и горизонтальной. Оценивается наклон таза в сагиттальной и фронтальной плоскостях, наклон надплечий во фронтальной плоскости. Соотношение тазового и плечевого пояса оценивается во фронтальной и горизонтальной плоскостях. Кроме того, во фронтальной плоскости оценивается наклон надплечий относительно таза, а в горизонтальной — разворот надплечий относительно таза. Другим примером статического положения является лежачее положение.[3]

Основные методы исследования:
- ихнометрия — измерение пространственных характеристик шага;
- подометрия — измерение временных характеристик шага;
- гониометрия — измерение кинематических характеристик движений в суставах;
- динамометрия — регистрация реакций опоры;
- электромиография — регистрация поверхностной ЭМГ;
- стабилометрия — регистрация положения и движений общего центра давления на плоскость опоры при стоянии.

### Задачи и содержание спортивной биомеханики (биомеханика спорта)
Как самостоятельная научная дисциплина биомеханика физических упражнений обогащает теорию физического воспитания, исследуя одну из сторон физических упражнений— технику. Вместе с тем, биомеханика физических упражнений непосредственно используется в практике физического воспитания.
Как учебный предмет биомеханика содержит главные положения учения о движениях, обобщённый и систематизированный опыт изучения общих объективных закономерностей. 
Объект познания биомеханики — двигательные действия человека как системы взаимно связанных активных движений и положений его тела.
Задачами спортивной биомеханики являются:
- изучение особенности техники выдающихся спортсменов;
- определение рациональной организаций действий;
- разработка методических приёмов освоения движений, методы технического самоконтроля и совершенствования техники.

Биомеханика физических упражнений делится на общую, дифференциальную и частную.
- Общая биомеханика решает теоретические проблемы и помогает узнать, как и почему человек двигается. Этот раздел биомеханики очень важен для практики физического воспитания и спорта.
- Дифференциальная биомеханика изучает индивидуальные и групповые особенности двигательных возможностей и двигательной деятельности. Изучаются особенности, зависящие от возраста, пола, состояния здоровья, уровня физической подготовленности, спортивной квалификации и т. п.
- Частная биомеханика рассматривает конкретные вопросы технической и тактической подготовки в отдельных видах спорта и разновидностях массовой физкультуры. В том числе в оздоровительном беге и ходьбе, общеразвивающих гимнастических упражнениях, ритмической гимнастике на суше (аэробика) и в воде (акваробика) и т. п. Основной вопрос частной биомеханики — как научить человека правильно выполнять разнообразные движения или как самостоятельно освоить культуру движений.

Биомеханика занимает особое положение среди наук в физическом воспитании и спорте. Она базируется на анатомии, физиологии и фундаментальных научных дисциплинах — физике (механике), математике, теории управления. Взаимодействие биомеханики с биохимией, психологией и эстетикой дало жизнь новым научным направлениям, которые, едва родившись, уже приносят большую практическую пользу. В их числе «психобиомеханика», энергостатические и эстетические аспекты биомеханики.

### Инженерная биомеханика
Составная часть медико-биологической науки Протезостроение

### Спортивная биомеханика (Биомеханика спорта)
Спортивная биомеханика - раздел биомеханики, изучающий технику выполнения спортивных двигательных действий.

### Биомеханика трудовых действий и рабочих поз
Составная часть науки эргономика (гигиена труда).

### Теоретическая биомеханика
Теоретическая биомеханика — наука, основанная на применении математической методологии и математического аппарата.

#### Компьютерная биомеханика
Одним из ответвлений теоретической биомеханики является компьютерная биомеханика, компьютерное моделирование. Она интенсивно развивается, пополняя теоретическую биомеханику новыми знаниями.

### Театральная биомеханика
Как театральный, термин был введен В. Э. Мейерхольдом в его режиссёрскую и педагогическую практику в начале 1920-х гг. для обозначения новой системы подготовки актера. «Биомеханика стремится экспериментальным путём установить законы движения актера на сценической площадке, прорабатывая на основе норм поведения человека тренировочные упражнения игры актера». (В. Э. Мейерхольд.) Театральная биомеханика в своей теоретической части, с одной стороны, опиралась на психологическую концепцию У. Джемса (о первичности физической реакции по отношению к реакции эмоциональной), на рефлексологию В. М. Бехтерева и эксперименты И. П. Павлова. С другой стороны, биомеханика представляла собой применение идей американской школы организации труда последователей Ф. У. Тейлора в сфере актёрской игры (т. н. «тейлоризацию театра»): «Поскольку задачей игры актера является реализация определенного задания, от него требуется экономия выразительных средств, которая гарантирует точность движений, способствующих скорейшей реализации задания». (В. Э. Мейерхольд.) Биомеханика Мейерхольда тесно переплелась с научной биомеханикой, которую создавал в Центральном институте труда А. К. Гастев. В практической части разработки биомеханических упражнений для актёра использовался опыт прошлого театра: сценическая техника комедии дель арте, методы игры Э. Дузе, С. Бернар, Дж. Грассо, Ф. Шаляпина, Ж. Коклена и др. Биомеханическая техника противопоставлялась другим школам актёрской игры: «нутра» и «переживания», вела от внешнего движения к внутреннему. Актёр-биомеханист по Мейерхольду должен был обладать природной способностью к рефлекторной возбудимости и физическим благополучием (точным глазомером, координацией движения, устойчивостью и т. д.). Созданные Мейерхольдом тренировочные биомеханические этюды имели общую схему: «отказ» — движение, противоположное цели; «игровое звено» — намерение, осуществление, реакция. «Биомеханика есть самый первый шаг к выразительному движению» (С. М. Эйзенштейн).

## История
История биомеханики неразрывно связана с историей техники, физики, биологии и медицины, а также с историей физической культуры и спорта. Многие достижения этих наук определяли развитие учения о движении живых существ.
Современную биомеханику нельзя представить без законов механики, открытых Архимедом, Галилеем, Ньютоном, без физиологии Павлова, Сеченова, Анохина и без современных компьютерных технологий.

### Истоки биомеханики
Биомеханика — одна из самых старых ветвей биологии. Её истоками были работы Аристотеля, Галена, Леонардо да Винчи.
В своих естественнонаучных трудах «Части движения и перемещение животных», Аристотель заложил основу того, что в дальнейшем, спустя 2300 лет назовут наукой биомеханикой. В своих научных трактатах он свойственным ему мышлением описывает животный мир и закономерности движения животных и человека. Он писал о частях тела, необходимых для перемещения в пространстве (локомоции), о произвольных и непроизвольных движениях, о мотивации движений животных и человека, о сопротивлении окружающей среды, о цикличности ходьбы и бега, о способности живых существ приводить себя в движение…

Величайшим ученым-медиком античного времени (после Гиппократа) был Клавдий Гален (131—201 гг. н. э.). В соответствии с мировоззрением античного времени, Гален понимал целостность организма. Он писал: 

«В общей совокупности частей, все находится во взаимном согласии и … все содействует деятельности каждой из них».

 Изучение нервов позволило Галену сделать вывод о том, что нервы по своей функциональной особенности делятся на три группы: те, что идут к органам чувств, выполняют функцию восприятия, идущие к мышцам ведают движением, а идущие к органам охраняют их от повреждения. Основной его труд — О назначении частей человеческого тела. Гален экспериментально показал, что конечность попеременно то сгибается внутренними, то разгибается наружными мышцами. Так, описывая пятую мышцу, самую большую, по его мнению, из всех мышц тела, приводящую бедро и состоящую из большой, средней и малой мышц, прикрепляющихся к внутренним и задним частям бедренной кости и нисходящей вниз почти до коленного сочленения, он, анализируя её функцию, писал: 

«Задние волокна этой мышцы, идущие от седалищной кости, укрепляют ногу, напрягая сустав. Не менее сильно это действие производится нижней порцией волокон, идущих от лобковой кости, к чему присоединяется еще легкое вращательное движение внутрь. Выше их лежащие волокна приводят бедро внутрь точно так же, как самые верхние приводят и в то же время несколько поднимают бедро»

.
На развитие механики в средние века оказали существенное влияние исследования Леонардо да Винчи (1452—1519 г.) по теории механизмов, трению и другим вопросам. Изучая функции органов, он рассматривал организм как образец «природной механики». Впервые описал ряд костей и нервов, особое внимание уделял проблемам сравнительной анатомии, стремясь ввести экспериментальный метод и в биологию. Этот великий художник, математик, механик и инженер впервые высказал важнейшую для будущей биомеханики мысль: 

«Наука механика потому столь благородна и полезна более всех прочих наук, что все живые тела, имеющие способность к движению, действуют по её законам».

 Его успех как великого художника также немало зависит от биомеханической направленности его картин, — в них детально прорисована техника движения.
Его наблюдения, очевидные в наши дни, в средние века были революционными. Например, 

«Мускулы начинаются и оканчиваются всегда в соприкасающихся костях, и никогда они не начинаются и не оканчиваются на одной и той же кости, так как они ничего не могли бы двигать, разве только самих себя»

. Леонардо, безусловно, является основоположником функциональной анатомии, составной части биомеханики. Он не только описал топографию мышц, но и значение каждой мышцы для движения тела.

### Возникновение биомеханики как науки

Рисунок из книги Дж. Борелли De motu animalium Система рычагов, схема прикрепления мышц при сгибании в суставе и при разгибании. Скелетно-мышечная схема двух человек, по-разному удерживающих различный груз.

Основателем науки биомеханики по праву считается Джованни Борелли, итальянский натуралист. Профессор университетов в Мессине (1649) и Пизе (1656). Помимо работ в области физики, астрономии и физиологии, он разрабатывал вопросы анатомии и физиологии с позиций математики и механики. Он показал, что движение конечностей и частей тела у человека и животных при поднятии тяжестей, ходьбе, беге, плавании можно объяснить принципами механики, впервые истолковал движение сердца как мышечное сокращение, изучая механику движения грудной клетки, установил пассивность расширения лёгких.
Наиболее известный труд ученого «Движение животных» («Dе Motu Animalium»). Его учение основано на твердых биомеханических принципах, в своей работе он описал принципы мускульного сокращения и впервые представил математические схемы движения.
Он впервые использует биомеханическую модель для объяснения движения в биомеханической системе.
Новый толчок развития биомеханики был связан с изобретением метода кинофотосъемки движения человека. Французский физиолог, изобретатель и фотограф. Этьенн Марей(1830—1904) впервые применил кинофотосъемку для изучения движений человека. Так же впервые им был применен метод нанесения маркеров на тело человека — прототип будущей циклографии.
Важной вехой в истории биомеханики явились исполненные Э. Майбриджем (1830—1904)(США) циклы фотографий, снятых несколькими камерами с разных точек зрения.
Серия фотографий («Галопирующая лошадь», 1887), показала необычайную красоту пластики реальных движений. С тех пор кинофотосъемка применяется для анализа движений как один из основных методов биомеханики.
Начало анализа движения человека было положено братьями Вебер (1836) в Германии. Первый трёхмерный математический анализ человеческой походки проведен Вильгельмом Брауном и его студентом Отто Фишером в 1891 году. Методология анализа ходьбы не изменилась по сегодняшний день. Кроме того, Браун и Фишер впервые изучили массу, объём и центр масс человеческого тела, (проведя исследования на трупах), и получили данные, которые длительно использовали как биомеханический стандарт. Ими был также предложен метод определения массы сегментов тела и его объёма, используя погружение частей тела в воду. Так были получены данные возрастных изменений центров масс.
Исследования Брауна и Фишера положили начало новой эпохи биомеханики — биомеханики ходьбы, а период со второй половины XIX столетия стали называть столетием ходьбы.

### Современный этап развития биомеханики
Создателем теоретической основы современной биомеханики — учения о двигательной деятельности человека и животных — можно по праву считать Николая Александровича Бернштейна(1896—1966).
Созданная Бернштейном теория многоуровневого управления движениями, в том числе локомоциями человека, положила начало развитию новых принципов понимания жизнедеятельности организма. Поставив в центр внимания проблему активности организма по отношению к среде, Бернштейн объединил биомеханику и нейрофизиологию в единую науку физиологию движений.
Понятие Н. А. Бернштейна о двигательной задаче как психической основе действий человека открыло пути изучения высших уровней сознания в двигательной деятельности человека. Подверглись подробной разработке вопросы формирования, строения и решения двигательной задачи. Эти вопросы стали рассматриваться в тесной связи со строением двигательного состава действия как системы движений.
Ряд работ Бернштейна посвящён изучению динамики мышечных сил и иннервационной структуры двигательных актов. Он внёс коренные усовершенствования в технику регистрации и анализа движений (кимоциклограмма, циклограмметрия).
Некоторые идеи, высказанные Бернштейном в 30-х гг., предвосхитили основные положения кибернетики. Бернштейну принадлежит одна из первых чётких формулировок понятия обратной связи в физиологии, а также идея по-уровневой организации движений. В связи с недостаточностью понятия «рефлекторной дуги» для объяснения двигательных актов Бернштейн ввёл понятие «рефлекторного кольца», основанное на трактовке всей системы отношений организма со средой как непрерывного циклического процесса.
В 1926 г. Н. А. Бернштейном на основе исследований в биомеханической лаборатории Центрального института труда было издано «Общая биомеханика» как первая часть «Основ учения о движениях человека». В учебнике «Физиология человека», изданном в 1946 г. (под ред. М. Е. Маршака), уже полностью представлено учение Н. А. Бернштейна о координации движений, без которого невозможно представить современную биомеханику.
В последние десятилетия уникальные исследования биомеханики и нейрофизиологии нормальной походки и ходьбы больных с различными заболеваниями опорно-двигательной и нервной системы провел А. С. Витензон. На основе этих исследований он выдвинул концепцию компенсации двигательных дефектов и регуляции мышечной деятельности при патологической ходьбе.